# 维伊博卡日
维伊博卡日（法語：Villy-Bocage，法語發音：[viji bɔkaʒ] ⓘ）是法国卡尔瓦多斯省的一个市镇，属于卡昂区。

## 地理
维伊博卡日（49°5'43"N, 0°38'33"W）面积11.39 平方千米，位于法国诺曼底大区卡爾瓦多斯省，该省份为法国西北部沿海省份，北濒大西洋英吉利海峡，东北与滨海塞纳省以海上边界相接，东临厄尔省，南至奧恩省，西与芒什省接壤。
与维伊博卡日接壤的市镇（或旧市镇、城区）包括：贝桑地区蒙、奥东河畔帕尔富吕、瑟勒河畔圣卢埃、瑟勒河畔圣瓦斯特、特拉西博卡日、维莱博卡日、欧尔瑟勒、瓦勒达里。

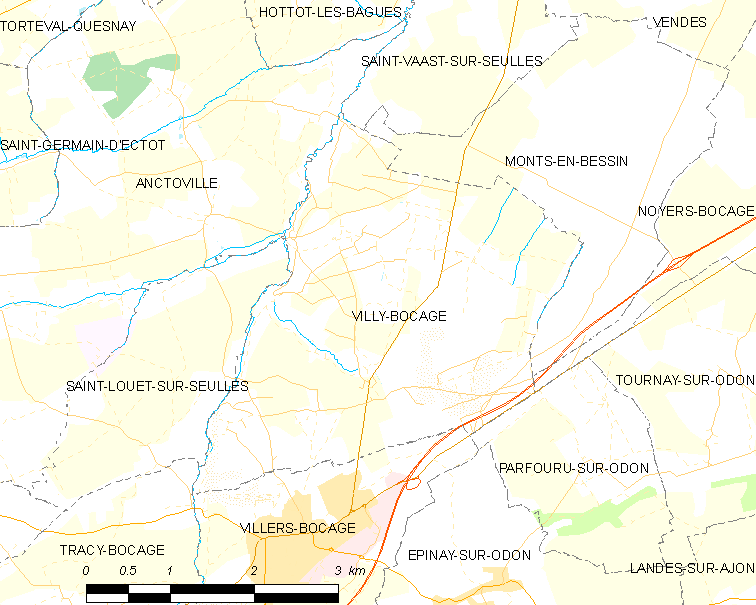
维伊博卡日的OSM定位图

维伊博卡日的时区为UTC+01:00、UTC+02:00（夏令时）。

## 行政
维伊博卡日的邮政编码为14310，INSEE市镇编码为14760。

## 政治
维伊博卡日所属的省级选区为莱蒙多奈县。

## 人口

1962-2008年间维伊博卡日人口变化图示

维伊博卡日于2022年1月1日时的人口数量为709人。